# Joe Callicott

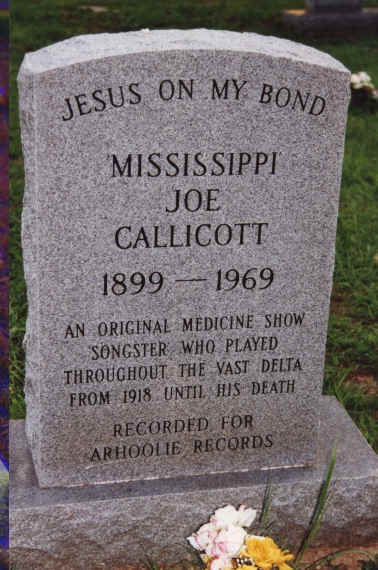
Grabstein von Joe Callicott

Joe Callicott, auch Mississippi Joe Callicott (* 10. November 1901 in Nesbit, Mississippi; † 1969), war ein US-amerikanischer Bluesmusiker. 

## Leben und Wirken
Callicott begann als 15-Jähriger Gitarre zu spielen und war seit 1918 als Musiker aktiv, zeitweise spielte er in Medicine Shows. Seit Mitte der zwanziger Jahre spielte er als zweiter Gitarrist zusammen mit Garfield Akers, mit dem er 1929 zwei Stücke für Vocalion Records aufnahm (Cottonfield Blues Part 1 & 2). Während dieser Session nahm er auch ein Solostück auf, den „Mississippi Boll Weevil Blues“, der aber unveröffentlicht blieb. 1930 dann nahm er, begleitet von Jim Jackson, seine erste eigene Veröffentlichung als Solist auf, „Fare Thee Well Blues / Traveling Mama Blues“. Die Folgen der Weltwirtschaftskrise verhinderten jedoch vorerst weitere Aufnahmen. Als Akers in den 1950er Jahren starb, legte Callicott die Gitarre beiseite und begann erst Mitte der 1960er wieder zu spielen.
1967 fand ihn der Bluesforscher George Mitchell und zeichnete im August des Jahres elf Stücke mit ihm auf. Am 20. Juli 1968 spielte Callicott beim Memphis Country Blues Festival (wo zwei seiner Stücke live mitgeschnitten und später auf dem Album The 1968 Memphis Country Blues Festival veröffentlicht wurden). Am folgenden Tag spielte er dort in den Ardent Studios sein einziges Album ein, auf einem Stück wird er dabei vom (pfeifenden) Bukka White begleitet. Joe Callicott starb 1969.